# 普罗米桑
普罗米桑是巴西圣保罗州的一个市镇。总面积782.145平方公里，总人口33414人，人口密度42.7人/平方公里。